# Paràmetre de Larson-Miller
El paràmetre de Larson-Miller és un mitjà per preveure la vida útil del material en funció del temps i la temperatura a la qual serà sotmès a partir d'una aproximació correlativa que es basa en l'equació d'Arrhenius. El valor del paràmetre s'expressa normalment com LMP=T(C + log t) on C és una constant específica del material, que s'aproxima sovint a 20, t és el temps en hores i T és la temperatura en kèlvins.
Les dades de la trencament per tensió de fluència per aliatges resistents a la fluència a altes temperatures sovint es representen en gràfiques de logaritme de la tensió en funció d'una combinació de logaritmes temporals o de temperatura. Un dels paràmetres que relacionen temps i temperatura que s'utilitzen per representar aquest tipus de dades és el paràmetre de Larson-Miller (L.M.) parameter, que, en la forma generalitzada és:
{\displaystyle P(L.M.)=T[\log t_{r}+C]}
T = temperatura, en K o °R 
{\displaystyle t_{r}} = temps de trencament, h 
C = constant, normalment de l'ordre de 20
Segons el paràmetre L.M., en un nivell de tensió donat, el logaritme del temps de trencament més una constant de l'ordre de 20 multiplicada per la temperatura en kèlvins o en graus Rankine es manté constant per un material donat.